# Auckland Rugby Football Union
Die Auckland Rugby Football Union (ARFU) ist der Rugby-Union-Provinzverband für den Großraum Auckland auf der Nordinsel Neuseelands. Die Verbands- und Trikotfarben sind blau und weiß. Die Auswahlmannschaft des Verbandes in der nationalen Provinzmeisterschaft ITM Cup trägt ihre Heimspiele im Eden Park aus und ist Rekordmeister des Wettbewerbes.
Der Verband wurde 1883 gegründet und gehört zu den renommiertesten des Landes. Er besteht aus 20 Vereinen, die um die Auckland Club Rugby Championship spielen. Auckland hat eine Rekordstatistik von 152 Siegen im Ranfurly Shield, in insgesamt 193 Spielen. Außerdem hat Auckland während der 30 Jahre, in denen die National Provincial Championship und der Air New Zealand Cup (Vorgänger des ITM Cup) ausgetragen wurden, 15 Mal den Meistertitel geholt.
Spieler aus Auckland stellen einen Teil der Mannschaft Blues, die in der internationalen Meisterschaft Super Rugby spielt. Aus diesem Grund werden die Heimspiele der Blues ebenfalls in Auckland ausgetragen. Auckland hat mehr Nationalspieler der All Blacks hervorgebracht als jede andere Provinz.

## Erfolge
- 15 Meistertitel der National Provincial Championship: 1982, 1984, 1985, 1987, 1988, 1989, 1990, 1993, 1994, 1995, 1996, 1999, 2002, 2003, 2005 (Rekord)
- Meister des Air New Zealand Cup: 2007
- 152 Siege in 193 Spielen um den Ranfurly Shield,
61 Mal erfolgreich verteidigt zwischen 1985 und 1993 (Rekord)

## Bekannte ehemalige und aktuelle Spieler
| - Steven Bates - Andrew Blowers - Zinzan Brooke - Robin Brooke - Olo Brown - Frank Bunce - Christian Califano (Frankreich) - Adrian Cashmore - Eroni Clarke - Steve Devine - Craig Dowd - John Drake - Sean Fitzpatrick - Troy Flavell - Grant Fox - Richard Fromont - Dave Gallaher - Rico Gear - Andy Haden | - Shane Howarth - Doug Howlett - Craig Innes - Michael Jones - David Kirk - John Kirwan - Pat Lam - Sione Lauaki - Tasesa Lavea - Brian Lima (Samoa) - Isa Nacewa (Fidschi) - Bernie McCahill - Steve McDowall - Angus Macdonald - Kees Meeuws - Brad Mika - Dylan Mika - Mils Muliaina - Caleb Ralph | - Charles Riechelmann - Xavier Rush - Carlos Spencer - Joe Stanley - Lee Stensness - Saimone Taumoepeau - Ofisa (Junior) Tonu'u - Mose Tuiali'i - Va'aiga Tuigamala - Sam Tuitupou - Pat Walsh - Brent Ward - Alan Whetton - Gary Whetton - Wilson Whineray - Ali Williams - Bryan Williams - Derren Witcombe - Terry Wright |

## Angeschlossene Vereine
| - College Rifles RFC - East Tamaki RFC - Eden RFC - Grammar Carlton RFC - Manukau Rovers RFC - Marist Brothers Old Boys RFC - Mt Wellington RFC - Otahuhu RFC - Pakuranga RFC - Papatoetoe RFC | - Ponsonby RFC - Roskill Districts RFC - Suburbs RFC - Tamaki RFC - Te Papapa Onehunga RFC - Teachers Eastern RFC - Auckland University RFC - Waiheke RFC - Waitakere City RFC - Waitemata RFC |

## Frauenrugby
Die Provinz Auckland hat eine Frauenmannschaft namens Auckland Storm. Die Nachwuchsmannschaft sind die Secondary School Girls.
Auckland brachte bis heute viele Spielerinnen der Frauennationalmannschaft Neuseelands, den Black Ferns, hervor.

### Bekannte Spielerinnen der Frauenmannschaft
- Anna Richards
- Monalisa Codling
- Victoria Blackledge
- Rochelle Martin
- Tammy Wilson